# Oriolus bouroensis
Oriolus bouroensis là một loài chim trong họ Oriolidae.